# Контровский, Владимир Ильич
 Владимир Ильич Контровский (11 июня 1954, Ленинград, СССР — 20 июня 2013, Санкт-Петербург, Российская Федерация — русский писатель, прозаик.

## Биография
Образование высшее техническое — судовой инженер-электромеханик. Работал по специальности с 1976 по 1998 год — плавал по всему миру на торговых, пассажирских и рыболовецких судах. В литературу пришёл в 2003 году.

Автор тринадцати романов и около сотни повестей, рассказов, новелл и очерков. Жанры — фантастика, фэнтези, история (и альтернативная история), проза, публицистика.

Бард — автор около ста пятидесяти песен.
В последнее время жил в России (Санкт-Петербург).

Член творческого союза Shiva-club.

### Романы
- Холодная нефть с горячим запахом крови, "ЭКСМО", 2013, ISBN 978-5-699-63709-6
- Горькая звезда, “Эксмо”, 2011, ISBN 978-5-699-50214-1, (Соавтор А. Трубников)
- Саракш: Кольцо ненависти, Москва-СПб, “АСТ, Терра-Фантастика”, 2011, ISBN 978-5-17-069931-5
- Мы вращаем Землю. Остановившие Зло, Москва: книга “ЭКСМО-Яуза”, 2009,  ISBN 978-5-699-38324-5
- Забытое грядущее, СПб: книга “Лениздат”, 2009,  ISBN 978-5-9942-0377-4
- Крик из будущего, Москва, СПб: книга “АСТ, Северо-Запад”, 2008,  ISBN 978-5-17-042183-1
- Тропой неведомых Миров. Книга вторая. Горький привкус власти (клип), Москва, СПб: книга “АСТ, Северо-Запад Пресс “, 2008,  ISBN 978-5-17-042185-5
- Криптоистория Третьей планеты. Книга вторая. Утробный рык Дракона (клип), СПб: книга “АСТ, Северо-Запад Пресс “2008, ISBN 978-5-17-042181-7
- Тропой неведомых Миров. Книга первая. Страж звёздных дорог (клип), Москва, СПб: книга “АСТ, Северо-Запад Пресс”, 2007, ISBN 978-5-17-042180-0
- Криптоистория Третьей планеты. Книга первая. Колесо Сансары (клип), Москва, СПб: книга “АСТ; Северо-Запад Пресс”, 2007, ISBN 978-5-17-042182-4
- Криптоистория Третьей планеты. Книга третья. Вкрадчивый шёпот Демона (клип), Москва, СПб: книга “АСТ; Северо-Запад Пресс”, 2007,  ISBN 978-5-17-042184-8

Серия "Петля времени"
- Дредноуты, 2013, ИД Ленинград
- Авианосцы, 2014, ИД Ленинград, ISBN 978-5-516-00263-2
- Ракетоносцы, 2014, ИД Ленинград

### Неизданные романы
- Томагавки кардинала   (2009 год)
- Заданное значение судьбы  (2008 год)
- Алина в Стране Чудес  (2007-2008 гг.)
- Истреби в себе змею  (2007 год)
- Последний герой нашего времени  (2006-2009 гг.)
- Саракш: Тень Странников (2013 год — сетевая публикация)

### Сборники
- «Дверь, которой не было». Hanna Concern Publishing, RBG-Azimut, 600 с., ISBN 978-1468110555
- «Светотени», Hanna Concern Publishing, 2010, , ISBN 978-1-4538-7467-7
- «Мистическая механика», Аура-Инфо, 2010,  ISBN 978-5-7906-0250-4
- «Авантюра по имени жизнь», Hanna Concern Publishing, 2009,  ISBN 978-1-4499-6671-3
- «Ядерное лето 39-го», 2008,  ISBN 978-5-699-32265-7

### Журналы
- “Последнее желание“, (рассказ), Чайка (Seagull), N5(88), 01/03/2007
- “Баллада о старом драконе и древнем проклятье“, (рассказ,) Чайка (Seagull), N15(98) 01/08/2007
- “Имя на борту“, (рассказ), Капитан-клуб, N4/2007, 19/07/2007
- “Эвтанайзер“, (рассказ), Чайка (Seagull), N22(105), 16/11/2007
- “Последний из бледнолицых”, (рассказ), Полдень, XXI век, N4/2006
- “Фантастика “шестой волны”, или политэкономия и социология магического общества, (статья) Полдень, XXI век, N2/2006

### Газеты
- Виновен или нет?, (очерк) , “Секретные материалы” N11(138), 24/05/2004
- Игра в “Челюскин”, (рассказ), “Секретные материалы” N12(139), 07/06/2004
- Ошибка Ямамото, (очерк), “Секретные материалы” N14(141), 05/07/2004
- Крейсер из преисподней, (очерк) “Секретные материалы” N16(143), 02/08/2004
- Динозавры морей, (очерк),  “Секретные материалы” N17(144), 16/08/2004
- Имя на борту, (очерк),  “Секретные материалы” N18(145), 30/08/2004
- Эти молчаливые братья по разуму, (очерк), “Секретные материалы” N19(146), 13/09/2004
- Заложник атомной смерти, (очерк)  “Секретные материалы” N20(147), 27/09/2004
- Ахиллесова пята, (очерк), “Секретные материалы” N20(147), 27/09/2004
- Китовая верность, (рассказ), “Секретные материалы” N21(148), 11/10/2004
- Зверобои залива Анива, (очерк), “Секретные материалы” N22(149), 25/10/2004
- Запрет, (очерк), “Секретные материалы” N23(150), 08/11/2004
- Судьба адмирала, (очерк), “Секретные материалы” N24-25(151-152), 22/11/2004
- Под чужими флагами, (очерк), “Секретные материалы” N26(153), 20/12/2004
- История крейсера, (очерк), “Секретные материалы” N2(155), 17/01/2005
- Пираты Хх века, (очерк), “Секретные материалы” N2(155), 17/01/2005
- Ружье на стене, или опасные игры, (очерк), “Секретные материалы” N3(156), 31/01/2005
- Наследство гения, (очерк), “Секретные материалы” N4(157), 14/02/2005
- Из жизни в эфире, (очерк), “Секретные материалы” N7(160), 28/03/2005
- Ещё одна тайна острова Пасхи, (очерк), “Секретные материалы” N7(160), 28/03/2005
- Русские на Крайнем Юге, (очерк), “Секретные материалы” N8(161), 11/04/2005
- Флот и Победа, (очерк), “Секретные материалы” N10(163), 09/05/2005, тир.262400
- Репетиции Хиросимы, или новая стратегия, (очерк), “Секретные материалы” N11(164), 23/05/2005
- Забытая война на Балтике, (очерк), “Секретные материалы” N12(165), 06/06/2005
- В особо крупных размерах, (очерк), “Секретные материалы” N14(167), 04/07/2005
- Был ли предателем рязанский князь Олег?, (очерк), “Секретные материалы” N16(169), 01/08/2005
- Путешествие из Петербурга в Петербург водным путём по местам примечательным, след в истории оставившим, (очерк), “Секретные материалы” N18-19(171-172), 29/08/2005
- Тайна гибели крейсера “Хэмпшир”, (очерк), “Секретные материалы” N22(175), 24/10/2005
- Проект русского дредноута, (очерк), “Секретные материалы” N4(183), 20/02/2006
- Загадочное оружие древних, (очерк), “Секретные материалы” N7(186), 03/04/2006
- Последний алхимик или беззастенчивый аферист?, (очерк), “Секретные материалы” N11(190), 29/05/2006
- Три дня одной жизни, (рассказ), “Секретные материалы” N13(192), 26/06/2006
- Расовое самоубийство, (статья), “Секретные материалы” N17(196), 19/08/2006
- За гранью бытия, (очерк), “Секретные материалы” N21(200), 14/10/2006
- Ещё раз о “Варяге”, (очерк), “Секретные материалы” N22(201), 30/10/2006
- Милость и гнев богини Аматерасу, (очерк), “Секретные материалы” N1(205), 01/01/2007
- Остров, которого не было на картах, (очерк)  Москва: “Возглас” N11(133), 06/06/2008